# Baralla (Lugo)
Baralla és un municipi de la província de Lugo a Galícia. Pertany a la Comarca dos Ancares.

## Evolució demogràfica
| 4.484            | 3.193 |
| Fonts: INE i IGE |       |

## Situació
Als marges del riu Neira, limita amb les poblacions de Becerreá a l'est i Sobrado a l'oest. Bell paisatge, la població aquesta situada en la vall del riu.

## Història
A l'origen va ser un poblat cèltic es va romanitzar completament amb la fundació de la ciutat de Lugo. En l'edat mitjana els senyors d'Espiña, de Gallego i altres gentilhomes van evitar la penetració en les valls de les razzias dels moros al comandament de Almanzor.

## Monuments
- Pazo d'Espiña
- esglésies romàniques
- Obelisc monument a Magín Espiña.